# Badou Jack
Badou Jack, eg. Johannes Gabriel Badou Nyberg, född 31 oktober 1983 i Stockholm, är en svensk boxare som varit WBC:s världsmästare i supermellanvikt; detta från april 2015 till januari 2017 då han avsade sig titeln för att gå upp en viktklass till lätt tungvikt.
Jack blev därpå organisationen WBA:s (reguljäre) världsmästare i lätt tungvikt, en titel han sedan avsade sig 23 september 2017.
I olympiska sammanhang tävlade Jack vid OS 2008 för Gambia där han även var landets fanbärare.

## Karriär
Jack föddes i Stockholm, till en gambisk far och en svensk mor och började boxas först som 18-åring då han representerade Stockholms AIF. Här tränades han av AIF:s tränare och ordförande Hans Widmark under åren 2001–2006. Därefter gick Jack vidare till Djurgårdens IF där han år 2007 av Svenska Boxningsförbundet blev utnämnd till "Årets boxare".
Då boxningsförbundet inför Olympiska sommarspelen 2008 beslutat att satsa på Naim Terbunja blev Jack tvungen att gå upp i klassen lätt tungvikt för att om möjligt nå en OS-plats. Detta föll inte väl ut, men tack vare sitt dubbla medborgarskap beslutade han sig för att istället försöka nå OS via faderns hemland Gambia. Efter tre raka segrar i kvalet var OS-deltagandet säkrat; en extra bonus blev utnämnandet till Gambias fanbärare under invigningen. Efter OS, där det blev respass direkt efter förlust mot blivande bronsmedaljören indiern Vijender Singh, tog Jack klivet in i proffsringen. Debuten skedde i juni 2009 då han i Tidaholms sporthall besegrade Maxim Nikonorov via ett enhälligt domslut efter fyra ronder.
I april 2015 besegrade Jack WBC:s supermellanviktsmästare Anthony Dirrell och blev därmed ny världsmästare i viktklassen. Flera boxningsexperter kallade segern för den största svenska boxningsbedriften sedan Ingemar Johanssons seger över Floyd Patterson, men trots det har den riktigt stora uppmärksamheten kring Jack i hemlandet Sverige uteblivit.
I september 2015 försvarade Jack sin titel för första gången då han i en jämn match i MGM Grand Arena i Las Vegas besegrade George Groves via ett delat domslut efter 12 ronder.
Efter ytterligare ett par lyckade titelförsvar genom oavgjorda matcher beordrade WBC i januari 2017 Jack att börja förhandlingar för en titelmatch mot den brittiska boxaren Callum Smith. Tidsfristen fastställdes den 17 februari, efter det skulle hans titel anses vakant. Redan den 18 januari avsade sig dock Jack officiellt sitt WBC-bälte för att flytta upp en viktklass till lätt tungvikt.

## Matchstatistik
| Resultat | W-L-T  | Motståndare           | Typ | Rond, Tid    | Datum      | Plats                                                     | Noteringar                                                                                         |
| -------- | ------ | --------------------- | --- | ------------ | ---------- | --------------------------------------------------------- | -------------------------------------------------------------------------------------------------- |
| Vinst    | 1-0-0  | Maxim Nikonorov       | UD  | 4            | 2009-06-06 | Tidaholms Sporthall, Tidaholm, Sverige                    | |
| Vinst    | 2-0-0  | Dmitry Gavrilov       | KO  | 1 (4)        | 2009-08-08 | Ulvsby, Finland                                           | |
| Vinst    | 3-0-0  | Vadim Chromych        | TKO | 3 (4)        | 2009-09-04 | Löfbergs Arena, Karlstad, Sverige                         | |
| Vinst    | 4-0-0  | Aleksandrs Taputs     | TKO | 1 (4)        | 2009-11-14 | Vaasan Maapohjahalli, Vasa, Finland                       | |
| Vinst    | 5-0-0  | Aliaksandr Paluyanau  | TKO | 3 (4)        | 2010-09-10 | Baltiska hallen, Malmö, Sverige                           | |
| Vinst    | 6-0-0  | Hajro Sujak           | TKO | 5 (6)        | 2011-06-04 | Boardwalk Hall, Atlantic City, New Jersey                 | |
| Vinst    | 7-0-0  | Timothy Hall Jr       | TKO | 2 (4)        | 2011-07-29 | The Cosmopolitan of Las Vegas, Las Vegas, Nevada          | |
| Vinst    | 8-0-0  | Eddie Caminero        | TKO | 5 (6)        | 2011-10-21 | Foxwoods Resort, Mashantucket, Connecticut                | |
| Vinst    | 9-0-0  | Adam Collins          | TKO | 1 (6)        | 2011-12-25 | Mandalay Bay, Las Vegas, Nevada                           | |
| Vinst    | 10-0-0 | Grover Young          | UD  | 6            | 2012-03-07 | BB King Blues Club & Grill, New York                      | |
| Vinst    | 11-0-0 | Alexander Brand       | SD  | 8            | 2012-05-11 | Texas Station Casino, Las Vegas, Nevada                   | |
| Vinst    | 12-0-0 | Jonel Tapia           | KO  | 1 (8)        | 2013-02-02 | The Cosmopolitan of Las Vegas, Las Vegas, Nevada          | |
| Vinst    | 13-0-0 | Don Mouton            | UD  | 8            | 2013-02-23 | Masonic Temple, Detroit, Michigan                         | |
| Vinst    | 14-0-0 | Michael Gbenga        | KO  | 3 (8)        | 2013-05-04 | MGM Grand Las Vegas, Las Vegas, Nevada                    | |
| Vinst    | 15-0-0 | Farah Ennis           | UD  | 10           | 2013-07-19 | Hard Rock Hotel and Casino, Las Vegas, Nevada             | |
| Oavgjort | 15-0-1 | Marco Antonio Periban | MD  | 10           | 2013-09-12 | MGM Grand Las Vegas, Las Vegas, Nevada                    | Om NABF:s titel i Supermellanvikt                                                                  |
| Vinst    | 16-0-1 | Rogelio Medina        | TKO | 6 (10)       | 2013-12-06 | Little Creek Casino Resort, Shelton, Washington           | |
| Förlust  | 16-1-1 | Derek Edwards         | TKO | 1 (10)       | 2014-02-28 | Turning Stone Resort & Casino, Verona, New York           | |
| Vinst    | 17-1-1 | Jason Escalera        | UD  | 10           | 2014-08-30 | Palms Casino and Resort, Pearl Theater, Las Vegas, Nevada | |
| Vinst    | 18-1-1 | Francisco Sierra      | TKO | 6 (10)       | 2014-12-12 | Alamodome, San Antonio, Texas                             | |
| Vinst    | 19-1-1 | Anthony Dirrell       | MD  | 12           | 2015-04-24 | UIC Pavilion, Chicago, Illinois                           | Vann WBC:s titel i Supermellanvikt                                                                 |
| Vinst    | 20-1-1 | George Groves         | SD  | 12           | 2015-09-12 | MGM Grand Las Vegas, Las Vegas, Nevada                    | Försvarade WBC:s titel i Supermellanvikt                                                           |
| Vinst    | 21-1-1 | Lucian Bute           | DQ  | 12           | 2016-04-30 | DC Armory, Washington, D.C.                               | Försvarade WBC:s titel i Supermellanvikt; Ursprungligen en MD, senare en DQ efter drogtest av Bute |
| Oavgjort | 21-1-2 | James DeGale          | MD  | 12           | 2017-01-14 | Barclays Center, New York, New York                       | Försvarade WBC:s titel i Supermellanvikt Om IBF:s titel i Supermellanvikt                          |
| Vinst    | 22–1–2 | Nathan Cleverly       | TKO | 5 (12), 2:47 | 2017-08-26 | T-Mobile Arena, Paradise, Nevada                          | Vann WBA:s (reguljära) titel i Lätt tungvikt                                                       |
| Oavgjort | 22–1–3 | Adonis Stevenson      | MD  | 12           | 2018-05-19 | Air Canada Centre, Toronto, Ontario                       | För WBC:s linjära titel i Lätt tungvikt                                                            |
| Förlust  | 22–2–3 | Marcus Browne         | UD  | 12           | 2019-01-19 | MGM Grand Garden Arena, Paradise, Nevada                  | För WBC:s vakanta silvertitel i Lätt tungvikt                                                      |
| Förlust  | 22–3–3 | Jean Pascal           | SD  | 12           | 2019-12-28 | State Farm Arena, Atlanta, Georgia                        | För WBA:s silvertitel i Lätt tungvikt och (reguljära) titel i Lätt tungvikt                        |
| Vinst    | 23-3-3 | Blake McKernan        | UD  | 8            | 2020-11-28 | Staples Center, Los Angeles, Kalifornien                  | |